# Строн (Тексас)
Строн (енгл. Strawn) град је у америчкој савезној држави Тексас. По попису становништва из 2010. у њему је живело 653 становника.

## Демографија
Према попису становништва из 2010. у граду је живело 653 становника, што је 86 (11,6%) становника мање него 2000. године.
| Група             | 2000.       | 2010.       |
| Белци             | 545 (73,7%) | 469 (71,8%) |
| Афроамериканци    | 2 (0,3%)    | 4 (0,6%)    |
| Азијати           | 1 (0,1%)    | 2 (0,3%)    |
| Хиспаноамериканци | 180 (24,4%) | 170 (26,0%) |
| Укупно            | 739         | 653         |